# Concerto cho violin số 2 (Wieniawski)
Concerto cho vĩ cầm số 2 cung Rê thứ, Op. 22, là một sáng tác của nghệ sĩ vĩ cầm người Ba Lan Henryk Wieniawski, được cho là sáng tác vào năm 1856, nhưng tới năm 1862, ông mới biểu diễn bản nhạc lần đầu. Tác phẩm được xuất bản vào năm 1879, được sáng tác về người bạn thân thiết của ông, Pablo de Sarasate.
Tác phẩm được sáng tác trong khoảng thời gian tạm trú của Wieniawski ở St Petersburg. Bản concerto cho vĩ cầm thứ hai của ông thường được coi là tác phẩm hay nhất của ông. Bản nhạc mang tính du dương và giàu bản sắc địa phương của quê hương ông, và là một tác phẩm cân bằng các yếu tố phong cách nhẹ nhàng và thanh thoát. Wieniawski trình diễn tác phẩm lần đầu tiên tại St Petersburg vào ngày 27 tháng 11 năm 1862 dưới sự chỉ huy của Anton Rubinstein.
Bản concerto này là một trong những concerto cho vĩ cầm phổ biến nhất của thời kỳ lãng mạn.

## Cấu trúc
Bản nhạc có cấu trúc 3 chương:
1. Allegro moderato, cung Rê thứ / Fa trưởng
Có hai yếu tố sắc thái chính trong chương đầu tiên. Chủ đề giai điệu đầu tiên mang sắc thái da diết, có tính trữ tình (bắt đầu bằng kèn độc tấu). Giai điệu được vang lên một cách tự do và chịu sự tô điểm rực rỡ từ âm thanh của cây vĩ cầm độc tấu. Chương này đòi hỏi nhiều kỹ thuật khác nhau, bao gồm staccato, phối âm, hợp âm rải, quãng sáu, quãng tám, quãng ba, âm giai và harmonic nhân tạo, chưa kể đến vô số kỹ thuật khác về vĩ. Nhịp giai điệu là 4
4. Ngoài ra còn sử dụng hình thức bán sonata, trong đó phần coda cuối chương của dàn nhạc lập tức chuyển sang chương thứ hai thay vì phát triển để hoàn thiện nốt giai điệu chương một.
2. Romance: Andante non troppo cung Si giáng trưởng
Là một chương nhạc chậm rãi, thể hiện sự lãng mạn. Giai điệu luân phiên theo sau của dàn nhạc không ngừng nghỉ. Chương nhạcn ày dựa trên một giai điệu hát lilting trong nhịp 12
8 và giai điệu vang lên cao trào và hấp dẫn trong phần giữa.
3. Allegro con fuoco – Allegro moderato (à la Zingara) cung Rê thứ / Rê trưởng
Mở đầu là chương là một đoạn rhapsodic ngẫu hứng đánh dấu cho tiết nhịp Allegro con fuoco và chủ yếu là một đoạn cadenza đơn ca. Chương này có nhắc lại một chủ đề phụ của chương 1 trong suốt giai điệu thứ hai và thứ ba. Chương cuối cùng sáng tác ở nhịp 2
4, cho phép người chơi vĩ cầm nhấn mạnh các nốt nhất định trong phần đầu của ô nhịp.

## Nhạc cụ
Bản concerto này được sáng tác cho violin độc tấu. Dàn nhạc đệm bao gồm 2 sáo, 2 oboe, 2 clarinet, 2 bassoon, 2 kèn, 2 kèn trumpet, 3 tromone (alto, tenor và bass), timpani và bộ dây.